# Quad Extended Graphics Array

Standardowe rozdzielczości ekranowe

QXGA (ang. Quad Extended Graphics Array) – jeden ze standardów rozdzielczości ekranu. Rozdzielczość ekranu w tym standardzie wynosi 2048×1536 piksele. Standard ten jest ulepszoną wersją standardu UXGA (1600×1200 pikseli). Nie zaprezentowano dotychczas standardów o wyższej rozdzielczości dla ekranów o proporcjach 4:3. Istnieją standardy o wyższej rozdzielczości dla innych proporcji wymiarów ekranu np. WQXGA.